# Vibilia antarctica
Vibilia antarctica är en kräftdjursart som beskrevs av Stebbing 1888. Vibilia antarctica ingår i släktet Vibilia och familjen Vibiliidae. Inga underarter finns listade i Catalogue of Life.